# Bakewar
Bakewar är en ort i Indien.   Den ligger i distriktet Etāwah och delstaten Uttar Pradesh, i den centrala delen av landet, 290 km sydost om huvudstaden New Delhi. Bakewar ligger 151 meter över havet och antalet invånare är 14 217.
Terrängen runt Bakewar är mycket platt. Runt Bakewar är det tätbefolkat, med 636 invånare per kvadratkilometer. Närmaste större samhälle är Etawah, 19,9 km nordväst om Bakewar. Trakten runt Bakewar består till största delen av jordbruksmark.